# Vladimir Makovitx
Vladimir Makovitx   (República Socialista Soviètica d'Ucraïna, 4 d'agost de 1962 - Donetsk, 12 de març de 2017) (en rus: Влади́мир Ива́нович Мако́вич), va ser el president en funcions del Consell Suprem de la República Popular de Donetsk el juliol de 2014.

## Biografia
Sospitós d'estar implicat en la mort d’Anatoly Klian, Vladimir Makovitx va ser arrestat el 4 de juliol de 2014.
Després que Denis Pushilin es va refugiar a Moscou i va dimitir el 18 de juliol, exerceix com a president interí del Consell Suprem de la República Popular de Donetsk, fins al 25 de juliol quan Boris Litvinov és elegit com a substitut.